# Harbans Bhalla
Harbans Bhalla  (ourdou : ہربنس بھلّہ ; 7 mai 1930 – 5 avril 1993) est l'auteur de Peelay Pattar, un long poème épique en ourdou, une création réalisée après 14 ans d'écriture. Il était un écrivain, poète, philosophe et érudit, qui a écrit en persan, shahmukhi et ourdou.

## Biographie
Harbans Bhalla naît à Pasrur, aujourd'hui dans le District de Sialkot du Pakistan. À la fierté de sa mère, il écrit sa première histoire dans le 7e standards, intitulée Meri Mehbooba. Après l'Inde et le Pakistan partition en 1947 , il s'installe à Amritsar, en Inde. Plutôt que d'avoir été inspiré par d'autres écrivains, les œuvres de Bhalla sont naturellement issus de ses sentiments.
Bhalla avait un style d'écriture : pour un sujet donné, il écrit de 20 à 1000 vers, chacun commençant avec le même mot.
Il a écrit un poème épique en ourdou  intitulé Peelay Pattar (« Feuilles jaunes ») de 70.000 vers. Peelay Pattar est écrit à l'origine en shahmukhi, écriture qui est une variante de l'écriture perso-arabe utilisée pour écrire le pendjabi. Il lui a fallu 14 ans (de 1978 à 1992) pour terminer le travail. Le premier volume de cette œuvre fut publiée à l'université du Punjab le 7 mai 2013.
Une de ses histoires, Tazaaka, a été sélectionnée pour un film en hindi. Il a par la suite reçu des offres de ses œuvres dans les films indiens, mais il les a rejetées. Ses œuvres ont été publiées dans les journaux.
Au cours de sa vie, il était considéré comme un « auteur mineur connu dans les cercles littéraires de Gujarat » en Inde. Il est décédé le 5 avril 1993 des suites d'un cancer[réf. nécessaire].

## Œuvres publiées
Certains de ses livres publiés : 
- Peelay Pattar (punjabi)
- Rekha (gujarati)
- Ik Lehar Du Pathar[5]
- Jad Aiwain Khidey (punjabi)
- Zhanjar Dharti Di (punjabi)
- Kani Kani Chandani (punjabi)
- Piase Rishtey (punjabi)[6]
- Nike Nike Ghungru (punjabi)[7]
- Nari Ba Roop (sindhi)
- Pyarji Rah Anagee (sindhi)
- Khoon Patthar Pyar (sindhi)
- Akinchan Sambandho, un roman, avec N. A. Nora[8]